# Carlos Beja
Carlos Esteves Beja (São Salvador, Santarém, 6 de Julho de 1891 - Nossa Senhora de Fátima, Lisboa, 21 de Junho de 1978) foi um Tenente-coronel piloto-aviador, pioneiro da aviação em Portugal. Alistou-se como voluntário no Regimento de Artilharia N.º 1 a 18 de Agosto de 1911 e concluiu o curso de Infantaria com a classificação de 13 valores. No posto de Alferes, integrou o grupo de dez oficiais do Exército e da Armada que em 1915 foram enviados para o estrangeiro para frequentarem o curso de pilotagem. Em 1933, foi agraciado com o grau de Comendador da Ordem Militar de Avis.
Passou à situação de reserva no dia 20 de Janeiro de 1943 e à situação de reforma em 6 de Julho de 1961.
Foi o primeiro director do Aeroporto Internacional de Lisboa entre 1943 e 1961 e, durante os anos 60, foi um dos colaboradores junto do Coronel Edgar Cardoso para a organização e fundação do Museu do Ar.
Está sepultado no Cemitério do Lumiar, em Lisboa.

## Postos
- Soldado-recruta - 18 de Agosto de 1911
- Primeiro-Sargento - 1 de Dezembro de 1911
- Aspirante a Oficial - 1 de Novembro de 1913
- Alferes - 15 de Novembro de 1914
- Tenente - 29 de Setembro de 1917
- Capitão - 31 de Março de 1919
- Major - 30 de Setembro de 1929
- Tenente-coronel - 1 de Janeiro de 1938

## Cargos e Funções
- Comandante do Destacamento da Escola Militar de Aviação, em Vila Nova da Rainha
- Chefe do Parque da Escola Militar de Aviação, em Granja do Marquês
- Director das Escolas Regimentais
- Chefe do Serviço Fotográfico da Inspecção Geral da Aeronáutica Militar
- Subdirector e Director da OGMA (Oficinas Gerais de Material Aeronáutico)
- Chefe do Serviço Meteorológico do Exército
- Comandante Militar do Aeroporto de Lisboa
- Director do Aeroporto da Portela[3]
- Vogal da Comissão Administrativa do Aeroporto de Lisboa
- Vogal do Conselho Fiscal dos Estabelecimentos Fabris do Exército